# Ден Охи
Денят „Охи“ (Ден „Не!“) е национален празник на Гърция, който се отбелязва на 28 октомври.
Той напомня за отрицателния отговор на ултиматума, предявен от италианския диктатор Мусолини на гръцкия диктатор Йоанис Метаксас на 28 октомври 1940 г.
Ултиматумът е представен на разсъмване след спорове в германското посолство в Атина от страна на италианския посланик Емануеле Граци. В ултиматума се изисква от Гърция или да разреши на войските на Оста да влязат на територията на Гърция и да заемат „стратегически позиции“, или в противен случай да бъде обявена война.
Отговорът е кратък: όχι (чете се охи и означава не). В утрото на 28 октомври гръцкото население, независимо от политиците си, излиза на улиците, скандирайки „Охи“. От 1942 г. този ден се отбелязва като деня Охи.
В отговор на отказа на Метаксас италианските войски, разположени на територията на Албания, която вече е била окупирана по онова време от Италия, в 05:30 ч. сутринта атакуват гръцките погранични пунктове. Отговорът на Метаксас ознаменува встъпването на Гърция във Втората Световна война.
Гръцката дума όχι, означаваща „не“, се произнася с ударение на ό и звучи като о̀хи.